# Naturreservat Mbaracayú
Naturreservat Mbaracayú (spanska: Reserva Natural del Bosque Mbaracayú) är ett naturreservat i östra Paraguay nära gränsen till Brasilien. Det inrättades 1991 för att skydda den snabbt minskande  atlantskogen i området.
Naturreservatet ligger i ett område med boskapsuppfödning och många små jordbruk. Mbaracayúbergen går i nordostlig/sydostlig riktning genom reservatets nordöstra hörn, med många små djupa dalar med bäckar och vattenfall som så småningom mynnar ut i Jejuifloden. Medeltemperaturen är 21–22 grader och årsnederbörden 1 800 millimeter.
Den största delen av naturreservatet täcks av skog och resterande 12 procent består av våtmarker, betesmarker, sjöar, vattendrag och savann. Skogen kan vara högväxt, medelhög eller lågväxt. Den högväxta skogen är mycket fuktig och innehåller många 30–35 meter höga träd av god kvalitet, medan den lågväxta skogen är torrare. I närheten av Jejuifloden är den tidvis översvämmad.
Området är sedan 2003 upptaget på  Unescos lista över potentiella  världsarv.

## Fauna och flora
Omkring 420 olika fågelarter har dokumenterats i området, bland andra 
den starkt hotade svartpannad guan samt gulnäbbad hocko,  rödhuvad dvärgrall och kanelkindad hackspett som betecknas  som sårbara. Bland däggdjuren kan nämnas jaguar, tapir, jätteutter och sydlig tamandua.
Växter som är utrotade eller starkt hotade i andra områden, såsom vissa ormbunksväxter, har fått en fristad i naturreservatet.